# Logi Róbertsson
Logi Róbertsson, né le 22 juillet 2004 à Reykjavik en Islande, est un footballeur international islandais, qui évolue au poste de milieu défensif au NK Istra 1961.

## Biographie

### En club
Né à Reykjavik en Islande, Logi Róbertsson est formé par le FH Hafnarfjörður. Il joue son premier match en professionnel avec cette équipe à seulement quinze ans, le 18 septembre 2019 contre le ÍB Vestmannaeyja, en championnat. Il entre en jeu en fin de match et son équipe s'impose par six buts à quatre ce jour-là.
Le 28 février 2022, Róbertsson prolonge son contrat avec le FH Hafnarfjörður, étant désormais lié au club jusqu'en décembre 2024. Il inscrit son premier but en professionnel le 29 mai 2022, lors d'une rencontre de championnat face au KR Reykjavik. Il entre en jeu et réduit le score mais son équipe est tout de même battue par trois buts à deux.
Il s'impose à 18 ans comme un joueur régulier et un élément important de son équipe, mais en août 2022, Róbertsson se blesse à l'aine ce qui nécessite une opération. Il est alors forfait jusqu'à la fin de la saison 2022.
En janvier 2025, Logi Róbertsson prend la direction de la Croatie en signant en faveur du NK Istra 1961 pour un contrat courant jusqu'en juin 2028,.

### En sélection
Logi Róbertsson représente l'équipe d'Islande des moins de 17 ans, jouant au total cinq matchs avec cette sélection entre 2019 et 2020.
Le 18 janvier 2024, Logi Róbertsson honore sa première sélection avec l'équipe nationale d'Islande face au Honduras. Il entre en jeu lors de cette rencontre qui se solde par la victoire de son équipe (0-2 score final).